# Pingasa borbonisaria
Pingasa borbonisaria là một loài bướm đêm trong họ Geometridae.